# Pablo Sánchez
Pablo Andrés Sánchez Spucches (Rosario, 3 januari 1973) is een Argentijns voetbaltrainer en voormalig voetballer. Als speler speelde Sánchez onder meer voor Rosario Central, Feyenoord en Deportivo Alavés. In 2005 zette hij een punt achter zijn carrière en behaalde hij zijn trainersdiploma. Sindsdien was hij actief als trainer.

## Als speler
Pablo Sánchez maakte zijn debuut voor Rosario Central in het seizoen 1992/93. Na drie seizoenen ging hij naar Feyenoord.
In zijn eerste seizoen bij de club uit Rotterdam vormde hij een combinatie met Henrik Larsson, waardoor hij in het seizoen 1996/97 clubtopscorer werd van Feyenoord. Na een trainerswisseling werd hij in zijn tweede seizoen vooral gepositioneerd als rechtsbuiten. Op deze positie had hij een stuk minder rendement, waardoor hij langzamerhand steeds minder gebruikt werd. In zijn derde contractjaar onder Feyenoord werd hij uitgeleend aan Deportivo Alavés in de Primera División. In goed overleg met Feyenoord werd in augustus 1999 zijn contract ontbonden.
Na korte periodes in België bij RC Harelbeke en bij Club de Gimnasia y Esgrima de La Plata in zijn vaderland keerde hij terug bij Rosario Central. In 2005 vertrok hij naar Quilmes.
Eind 2005 stopte Pablo Sánchez met voetballen en was dan meer dan een jaar lang te horen als programmamaker op de radio in Rosario. In de tussentijd haalde hij zijn trainersdiploma.

## Als trainer
In januari 2007 werd Pablo Sánchez aangesteld als assistent-trainer van Patricio Hernández bij CA Banfield. Hernández verliet de club echter al zeer snel en op 17 maart 2007 werd Sánchez als hoofdcoach aangesteld. In zijn eerste wedstrijd als eindverantwoordelijke speelde Banfield met 0-0 gelijk tegen Godoy Cruz. Van begin 2015 tot eind 2015 trainde hij het Chileense CD O'Higgins. Hij had ex-ploeggenoot bij Feyenoord Patricio Graff als assistent. In 2016 werd hij trainer van Everton de Viña del Mar.